# Leptogaster pellucida
Leptogaster pellucida là một loài ruồi trong họ Asilidae. Leptogaster pellucida được Janssens miêu tả năm 1954. Loài này phân bố ở vùng nhiệt đới châu Phi.